# Jegal Sung-yeol
Jegal Sung-yeol (* 24. März 1970 in Uijeongbu, Gyeonggi-do) ist ein ehemaliger südkoreanischer Eisschnellläufer.
Jegal Sung-yeol startete bei den Olympischen Winterspielen 1992 und wurde über die 500-Meter-Strecke Zwölfter. Zudem startete er 1994 und 1998 bei Olympia. Bei den Eisschnelllauf-Einzelstreckenweltmeisterschaften 1996 in Hamar gewann er über 1000 m die Bronzemedaille. Bei den Asienmeisterschaften errang er 1996 über 500 m die Goldmedaille und 1999 über dieselbe Distanz die Silbermedaille.